# James Grindal
Pas d'image ? Cliquez ici

a Compétitions nationales et continentales officielles uniquement.

b Matchs officiels uniquement.
James Grindal, né le 18 août 1980 à Nuneaton (Angleterre), est un joueur de rugby à XV, qui joue avec les Leicester Tigers, évoluant au poste de demi de mêlée (1,75 m et 85 kg).

## Carrière

### En club
James Grindal fait partie de l'académie des Tigres et intègre l'équipe première des Leicester Tigers en octobre 1999 à l'âge de 19 ans. Il gagne avec le club trois titres de champion d'Angleterre et deux de coupe d'Europe. Il rejoint en 2002 le club des Newcastle Falcons et forme une charnière avec Jonny Wilkinson.
Il rejoint en 2009 les Leicester Tigers pour remplacer Julien Dupuy.
Il joue avec le club de Leicester Tigers en coupe d'Europe et dans le Championnat d'Angleterre.
- 1999-2002 :  Leicester Tigers
- 2002-2009 :  Newcastle Falcons
- 2009-2012 :  Leicester Tigers
- 2012-2014 :  Bristol Rugby

## Palmarès
- Coupe d'Europe :
  - Vainqueur (2) : 2001 et 2002.
- Championnat d'Angleterre :
  - Champion (3) : 2000, 2001, 2002.